# Jean-Hilaire Aubame
Jean-Hilaire Aubame (Libreville, 10 de novembro de 1912 — Libreville, 16 de agosto de 1989) foi um político gabonês.
Nascido em uma família Fang, Aubame ficou órfão ainda jovem. Foi criado pelo meio-irmão de Léon M'ba, que se tornaria o principal rival político de Aubame. Incentivado por seus colegas, Aubame entrou para a política, servindo como primeiro representante do Gabão na Assembléia Nacional da França de 1946 a 1958. Aubame também foi um líder na solução de problemas africanos, particularmente no desenvolvimento do padrão de vida gabonês e no planejamento de áreas urbanas. O rápido crescimento de Aubame na política gabonesa foi impulsionado com o apoio das missões e da administração local, enquanto grande parte da força de M'ba veio dos colonos.
Apesar da rivalidade, Aubame formou várias uniões políticas com o então presidente M'ba. Em agradecimento pelo seu apoio, M'ba nomeou Aubame como ministro das Relações Exteriores e posteriormente presidente do Supremo Tribunal. As tensões entre os dois logo aumentaram devido à recusa de Aubame em fundir seu partido com o de M'ba, criando assim um Estado unipartidário. Aubame foi investido como presidente do Gabão durante um golpe de estado de 1964 contra o M'ba. No entanto, o golpe foi derrubado três dias depois, e embora não tenha participado do planejamento do golpe, Aubame foi condenado a 10 anos de trabalhos forçados e 10 anos de exílio. Ele foi espancado quase diariamente por seus guardas prisionais enquanto cumpria sua sentença. O sucessor de M'ba como presidente, Omar Bongo, permitiu o retorno de Aubame ao Gabão em 1972. 

## Biografia

### Juventude e início da carreira política

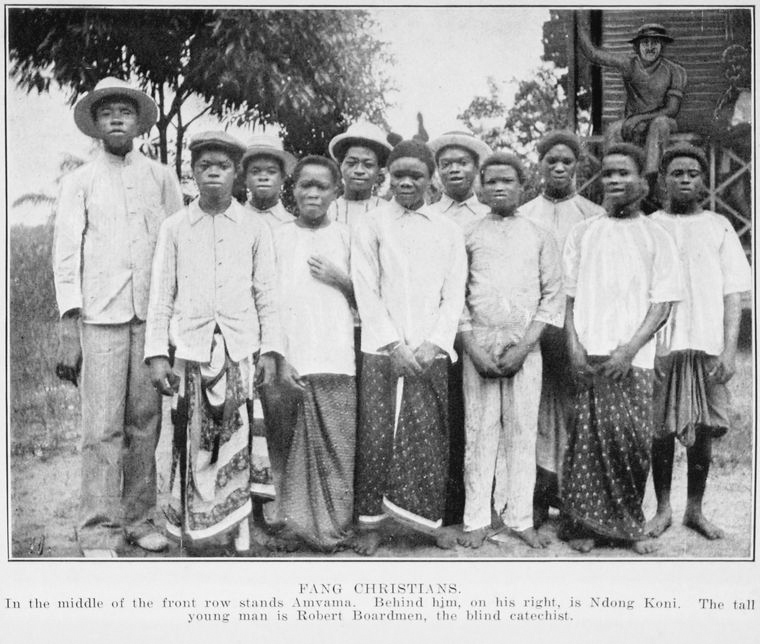
Fangs em uma missão cristã, aprox. 1912

Nascido em uma família Fang perto de Libreville, Aubame perdeu seu pai aos 8 anos de idade e sua mãe aos 11. O abade Jean Obame, meio-irmão de Léon M'ba, cuidou dele órfão e providenciou a sua educação em várias missões católicas. Depois de formado, Aubame tornou-se professor.
M'ba ajudou-o a conseguir um emprego na alfândega em 24 de março de 1931. Nesta instituição, foi primeiramente nomeado para atuar em Libreville de 1931 a 1935, depois transferido para Bangui em 1935, e por último para Brazzaville em 1936, onde co-fundou uma filial da Mutuelle Gabonaise junto a um irmão do político Louis Bigmann. Foi também membro da Association des fonctionnaires, uma organização que era dominada por outros dois futuros políticos: René-Paul Sousatte e Jean Rémy Ayouné.
Após o discurso de Charles de Gaulle no Apelo de 18 de junho, em 1940, Aubame ficou do lado da França Livre, e em novembro foi enviado pelas autoridades de Libreville para reunir os Fangs em prol da causa. Em fevereiro de 1942, Aubame conheceu o administrador colonial Félix Éboué, e rapidamente se tornou seu pupilo. Ele serviu como um informante para Éboué sobre assuntos africanos. Aubame foi recompensado como um dos vários africanos promovidos em 23 de fevereiro de 1943 à seção europeia da função pública, e em 1 de janeiro de 1944, Éboué o nomeou presidente da comissão municipal da seção Poto-Poto de Brazzaville.
Mais tarde, participou da Conferência de Brazzaville de 1944, e serviu neste posto até 10 de novembro de 1946. Após a morte súbita de Éboué, em março de 1944, Aubame trabalhou como assessor do governador-geral André Bayardelle e seu secretário André Soucadoux. Eles encorajaram Aubame a concorrer às eleições, o que fez com que ele retornasse ao Gabão para liderar sua campanha, que contou com o apoio tanto da administração local quanto dos missionários.

### Deputado

#### Deputado na Assembléia Nacional Francesa
Aubame perdeu as eleições de 1945, embora em 10 de novembro de 1946 tenha se tornado o primeiro representante de Gabão na Assembléia Nacional Francesa, conquistando 7.069 votos dos 12.528 votos válidos. De 1946 a 1951, foi Comissário de Transporte, Imprensa, Comunicação, Trabalho e Previdência Social. Ele votou pela independência da Argélia, em 27 de agosto de 1947, e pelo estabelecimento de um Conselho da Europa, em 9 de julho de 1949.
Aubame foi reeleito deputado em duas outras ocasiões: em 17 de junho de 1951, com 17.329 votos de um total de 29.203; e em 2 de janeiro de 1956, com 26.712 votos de um total de 57.031, mandato este que durou até o final da Quarta República Francesa. Já nesta altura, M'ba estabelecia a sua carreira política após ser exilado em Ubangui-Chari. Afiliando-se à Secção Francesa da Internacional Operária (SFIO), Aubame trabalhou posteriormente de maneira mais próxima com os Indépendants d'Outre-Mer, um grupo parlamentar africano cujos líderes eram o senegalês Léopold Sédar Senghor e o camaronês Louis-Paul Aujoulat. Enquanto deputado, viveu em Paris, mas retornava regularmente ao Gabão.
Continuou a desenvolver a política local gabonesa, em particular trabalhando pela revitalização dos clãs Fang. Neste sentido, M'ba chegaria a afirmar que Aubame estava muito envolvido com os Fang para prestar atenção aos interesses das tribos do sul, uma acusação posteriormente ridicularizada por Aubame. Ele foi também um líder na solução de problemas africanos, particularmente no desenvolvimento do padrão de vida gabonês e no planejamento de áreas urbanas. Em 29 de setembro de 1951, ele votou para aumentar o salário mínimo nos territórios ultramarinos da França, e foi vice-presidente da Comissão criada para este fim entre 1953 e 1955. Organizou a União Democrática e Social Gabonesa (UDSG) em 1947, cuja posição de destaque veio principalmente do interior, particularmente da Província de Woleu-Ntem. O partido, por sua vez, apoiou a reeleição de Aubame, entre 1951 e 1956. O partido tinha poucas diferenças filosóficas com o Bloco Democrático Gabonês (BDG), partido liderado por M'ba, incluindo a defesa de uma menor dependência econômica da França e um acesso mais rápido de africanos aos cargos políticos locais. Rapidamente, a política gabonesa se viu dividida entre Aubame, impulsionado com o apoio das missões e da administração local, e por M'ba, apoiado pelos colonos.

#### Deputado na Assembléia Territorial Gabonesa
Em 1952, foi eleito como representante de Woleu-Ntem na Assembléia Territorial do Gabão. Foi reeleito nas eleições de março de 1957, nas quais a UDSG também ficou em primeiro lugar, ganhando 18 das 40 cadeiras disputadas, contra 16 da BDG. O partido de M'ba conquistou 21 cadeiras contra 19 do partido de Aubame após uma recontagem. Entretanto, na ausência de maioria absoluta, em 21 de maio de 1957, ambos os partidos foram obrigados a apresentar uma lista de indivíduos que ambos concordaram ser adequados para inclusão no governo. Nesse mesmo dia, M'ba foi nomeado vice-presidente do governo. Logo, as divisões dentro do governo cresceram, e Aubame renunciou ao cargo, apresentando uma moção de censura contra o governo. A moção foi rejeitada em uma votação por uma maioria de 21 contra 19. Com a vitória de M'ba, muitos membros eleitos da UDSG se juntaram à maioria parlamentar, dando ao grupo governista 29 das 40 cadeiras legislativas. Bem instalado no governo, ele começou a tomar medidas para reforçar seu poder.

### Independência e oposição

Bandeira do Gabão.

#### Líder da oposição
Depois de votar a favor do Referendo constitucional franco-africano de 28 de setembro de 1958, o Gabão tornou-se pseudo-politicamente independente. As eleições legislativas foram marcadas para 19 de junho de 1960 através do sistema de votação Scrutin de Liste, uma forma de votação em bloco na qual cada partido oferece uma lista de candidatos em quem a população vota; a lista que obtém a maioria dos votos é declarada vencedora e ganha todas as cadeiras disputadas. Por meio da reorganização dos limites dos distritos e círculos eleitorais, a BDG recebeu arbitrariamente 244 assentos, enquanto a UDSG recebeu 77. Nos meses seguintes, a maioria legislativa foi marcada por lutas internas. 
M'ba, agora presidente do Gabão, decidiu dissolver a Assembléia e procurou a oposição para fortalecer sua posição. Com Aubame, ele formou uma série de alianças políticas com o objetivo de atrair o eleitorado. No dia 12 de fevereiro, eles ganharam 99,75% dos votos e, mais tarde, M'ba, concorrendo sem oposição, foi eleito novamente como mandatário. Por sua cooperação, M'ba nomeou Aubame ministro das Relações Exteriores, em substituição a André Gustave Anguilé. Ao contrário de M'ba, que queria um regime com executivo forte, Aubame preferia uma República parlamentarista. As tensões aumentaram quando uma nova constituição foi aprovada por unanimidade, em 21 de fevereiro de 1961, prevendo um regime chamado "hiperprésidentiel". Sob este sistema, M'ba pôde nomear ministros cujas funções e limitações eram decididas por ele.
Em 19 de fevereiro, ele rompeu os laços com Aubame; todos os representantes da UDSG foram demitidos, com exceção de um apoiador de M'ba, Francis Meye. Isso se deveu à recusa de Aubame em fundir a UDSG com o partido do governo e criar um estado unipartidário. Numa tentativa de destituir Aubame de sua cadeira legislativa, M'ba o nomeou Presidente do Supremo Tribunal Federal em 25 de fevereiro. Posteriormente, M'ba alegou que Aubame havia renunciado à Assembléia Nacional, citando incompatibilidade com funções parlamentares. Aubame resolveu a acusação renunciando ao seu cargo de Presidente da Suprema Corte, complicando as coisas para M'ba. Diante de relatos de tensão entre o governo e a Assembléia Nacional, ainda que 70% de sua composição fossem membros do BDG, o presidente gabonês dissolveu a legislatura em 21 de janeiro de 1964 como "medida de economia".
As condições eleitorais foram anunciadas da seguinte forma: Os 67 distritos eleitorais foram reduzidos para 47. M'ba desqualificou Aubame, anunciando que ninguém que ocupasse um cargo recentemente foi banido. Qualquer partido teria que apresentar 47 candidatos que tivessem que pagar US$160 ou não poderiam se candidatar. Assim, mais de US$ 7.500 seriam depositados sem considerar as despesas de campanha. A idéia de M'ba era que nenhum outro partido além do seu teria dinheiro para inscrever candidatos. Em resposta a isso, a oposição anunciou sua recusa em participar de eleições já que não consideravam essas regras justas.
É improvável que Aubame tenha participado do planejamento do golpe de Estado do Gabão de 1964. Ao que tudo indica, ele se juntou ao movimento depois de ter sido recrutado pelo novo governo. Seu sobrinho, Pierre Eyeguet, ex-embaixador no Reino Unido, pode ter tido conhecimento da trama antes e ter notificado seu tio, embora não se saiba se Aubame estabeleceu ou não contato com os conspiradores.

#### Golpe de Estado do Gabão de 1964

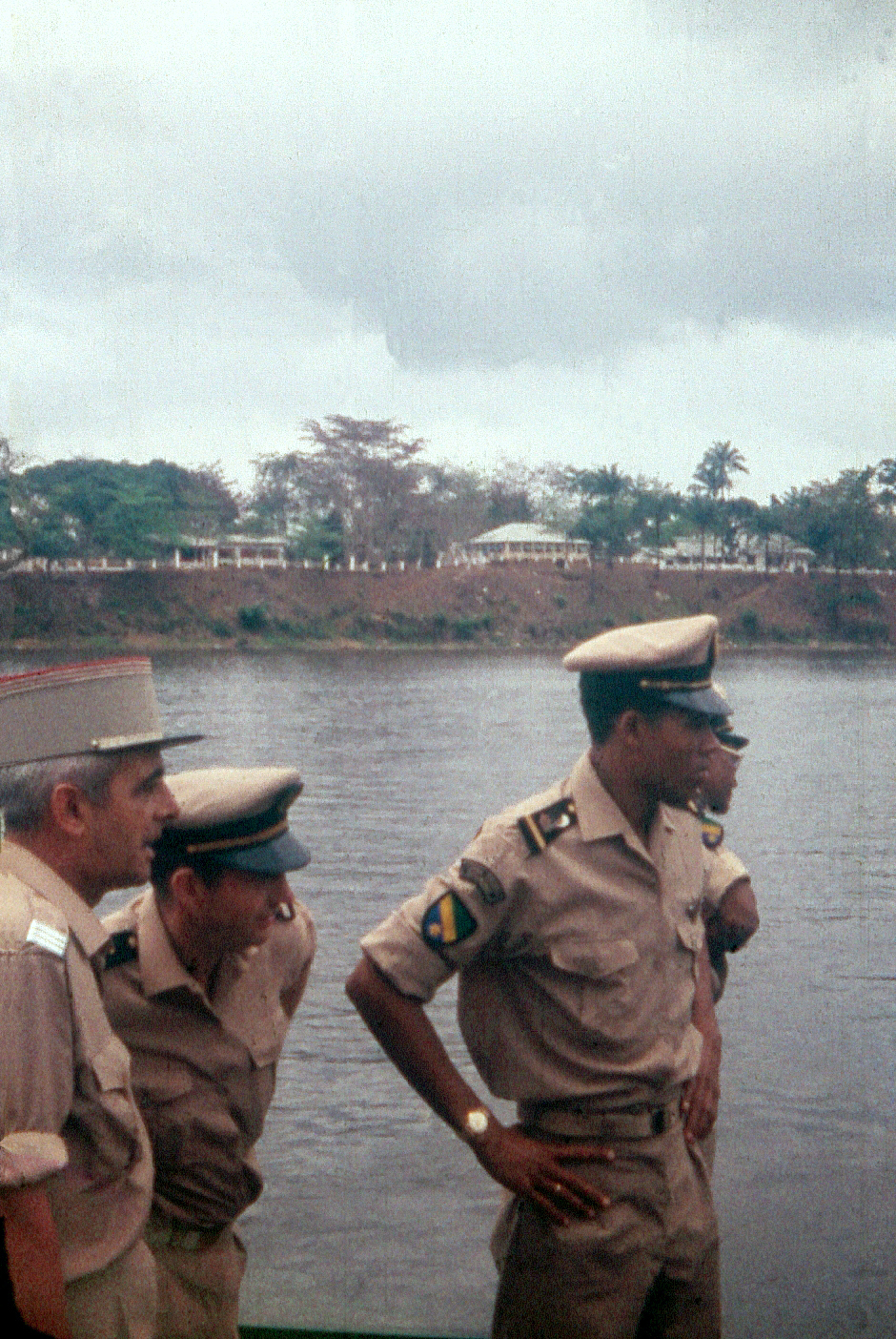
Militares Gaboneses e Franceses.

Durante a noite de 17 de fevereiro e a madrugada de 18 de fevereiro de 1964, 150 militares e policiais gaboneses, chefiados pelo tenente Jacques Mombo e Valére Essone, tomaram o palácio presidencial. Eles prenderam o presidente da Assembleia Nacional Louis Bigmann, os comandantes franceses Claude Haulin e Major Royer, vários ministros, e o presidente M'ba, que foi arrastado de sua cama à mão armada. Na Rádio Libreville, os militares anunciaram ao povo gabonês que havia ocorrido um golpe de Estado e que precisavam de assistência técnica e disseram aos franceses que não interferissem nesse assunto. M'ba foi instruído a transmitir um discurso em reconhecimento à sua derrota. "O Dia D chegou, as injustiças são imensuráveis, essas pessoas são pacientes, mas sua paciência tem limites", disse ele. "Acabou por entrar em ebulição".
Durante este processo, não foram disparados tiros. O povo não reagiu fortemente, o que, de acordo com os militares, foi um sinal de aprovação. Foi formado um governo provisório, e a presidência foi oferecida a Aubame. O governo era composto por políticos civis da UDSG e da BDG, como Paul Gondjout. Quanto aos golpistas, eles se contentaram em garantir a segurança da população civil. O pequeno exército gabonês não interveio no golpe; composto em sua maioria por oficiais franceses, eles permaneceram em seus quartéis.
Aubame desconhecia o golpe até que o embaixador francês no Gabão, Paul Cousseran, o chamou ao telefone cerca de meia hora após o amanhecer. Cousseran, por sua vez, foi acordado pelas ruas barulhentas e conferiu o que estava acontecendo. Aubame respondeu que iria averiguar porque não havia "nenhum governo", pois Cousseran nunca mencionou diretamente um golpe. Entretanto, por volta do meio da manhã, um automóvel carregando o comitê revolucionário chegou à residência de Aubame e o levou aos escritórios do governo, onde foi nomeado presidente.
O segundo tenente Ndo Edou deu instruções para transferir M'ba para Ndjolé, o reduto eleitoral de Aubame. Entretanto, devido à forte chuva, o presidente deposto e seus captores se refugiaram em uma aldeia desconhecida. Na manhã seguinte, eles decidiram levá-lo pelo caminho mais fácil para Lambaréné. Várias horas depois, eles voltaram para Libreville. O novo chefe de governo rapidamente contactou o embaixador francês Paul Cousseran, para assegurar-lhe que os bens dos estrangeiros seriam protegidos e para pedir-lhe que impedisse qualquer intervenção militar francesa.
Em Paris, o presidente francês Charles de Gaulle decidiu o contrário. M'ba foi um dos aliados mais fiéis à França na África. Enquanto visitava a França em 1961, M'ba disse: "todos os gaboneses têm duas pátrias: a França e o Gabão". Além disso, sob seu regime, os europeus desfrutavam de um tratamento particularmente amigável. Assim, o presidente de Gaulle, sob conselho do seu principal conselheiro para a política africana, Jacques Foccart, decidiu que iria restaurar o governo legítimo. Isto estava de acordo com um tratado de 1960 entre o Gabão e os franceses, que foi ironicamente assinado por Aubame no seu mandato como Ministro dos Negócios Estrangeiros. A intervenção não poderia começar sem um pedido formal ao Chefe de Estado do Gabão. Como M'ba estava ocupado de outra forma, os franceses contataram o vice-presidente do Gabão, Paul-Marie Yembit, que não havia sido preso. No entanto, ele não foi informado; portanto, eles decidiram compor uma carta pré-datada que Yembit assinaria mais tarde, confirmando sua intervenção. Menos de 24 horas depois, as tropas francesas estacionadas em Dakar e Brazzaville desembarcaram em Libreville e restauraram M'ba ao poder. No decorrer da operação, um soldado francês foi morto, enquanto de 15 a 25 morreram no lado gabonês.

#### Julgamento em Lambaréné
Aubame e Gondjout saíram de Libreville como fugitivos, embora eventualmente tenham sido encontrados. Em agosto, o julgamento dos rebeldes militares e do governo provisório foi aberto em Lambaréné. Foi decretado um "estado de precaução", que estabeleceu que o governo local deveria manter a vigilância sobre os suspeitos e, se necessário, ordenasse um toque de recolher. Foram necessárias autorizações especiais para circular pela cidade. O julgamento foi realizado em um prédio escolar com vista para o Rio Ogoué, perto do Hospital Albert Schweitzer. O espaço era limitado, de modo que não havia uma seção representativa do público. Era necessária uma autorização para testemunhar o julgamento, e os membros da família eram restritos a um cada. A cobertura da imprensa foi limitada, e os jornalistas só eram permitidos se eles estivessem representando uma agência de notícias de alto nível. Além disso, houve restrições para a defesa dos acusados.
A acusação chamou 64 testemunhas para o julgamento. Essone, Mbene e Aubame alegaram que o seu envolvimento no golpe se devia à falta de desenvolvimento do exército gabonês. O juiz Leon Auge, o juiz do caso, disse que se "esse é o único motivo do seu golpe de Estado, você merece uma pena severa". Aubame afirmou sua posição de que não participou do seu planejamento. Segundo ele, ele formou o governo provisório de forma constitucional, a pedido de alguns golpistas. Ele afirmou que a intervenção francesa foi um ato ilegal de interferência, uma afirmação que Gondjout e Jean Mare Ekoh, um ex-ministro da educação, compartilharam.
No dia 9 de setembro, o juiz chegou a um veredicto sem consultar a M'ba. Aubame foi condenada a 10 anos de trabalhos forçados e 10 anos de exílio em uma ilha remota na região de Settecama, a 100 milhas (161 km) da costa do Gabão, assim como a maioria dos condenados. Ele não foi particularmente popular durante sua carreira política, embora, segundo a Time, sua prisão "o tenha levado a tomar proporções heróicas aos olhos do público". Enquanto cumpria seus 10 anos de trabalho, ele era espancado regularmente por guardas prisionais. Além de Aubame, M'ba aprisionou mais de 150 de seus oponentes, a maioria dos quais foi condenada a 20 anos de trabalhos forçados. Ao apelar à paz, em 18 de fevereiro, ele prometeu "nenhum perdão ou piedade" aos seus inimigos, mas sim "punição total".

#### Vida posterior
O sucessor de M'ba como presidente, Omar Bongo, permitiu o retorno de Aubame ao Gabão em 1972. Posteriormente, Aubame viveu em Paris e se afastou do mundo da política. Ele visitou Libreville em 1981, ocasião em que Bongo o nomeou "conselheiro especial" - um cargo em grande parte honorário. Embora não seja adepto do Movimento de Renovação Nacional (MORENA), sua casa foi bombardeada em 12 de dezembro de 1984 por extremistas anti-MORENA. Aubame e sua família quase não conseguiram escapar do perigo.
Aubame, que o jornalista Ronald Matthews descreveu como tendo "uma voz curiosamente dura, uma aparência severa e... um caráter austero", morreu em 1989 em Libreville. O jornalista francês Pierre Péan disse que a formação de Aubame "como católico praticante e funcionário da alfândega ajudou a fazer dele um homem íntegro, um dos quais o poder político não era um fim em si mesmo". Michael C. Reed especula que, se Aubame tivesse se tornado presidente ao invés de M'ba, ele poderia ter tornado o país mais democrático. Após sua morte, uma escola secundária de Libreville foi fundada em seu nome.

## Prêmios e condecorações
- Medalha de Resistência;[6]
- Comandante da Legião de Honra;[6]
- Estrela Equatorial (Gabão);[6]
- Estrela Africana (Libéria);[6]
- Ordem Liberiana de Redenção da África;[6]
- Ordem Nacional do Mérito do Níger;[6]
- Ordem Nacional de Mérito da África Central;[6]
- Ordem Nacional de Mérito da Costa do Marfim;[6]
- Ordem Nacional do Chade;[6]
- Estrela Negra de Benin.[6]